# Dieter Kannegießer
Dieter Kannegießer (* 2. Dezember 1937 in Halle (Saale); † 19. Oktober 2019 ebenda) war ein deutscher Politiker (DVU).
Von 1998 bis 2002 saß der gelernte Maurer im Landtag von Sachsen-Anhalt. Während dieser Zeit war er dort auch Vorsitzender des DVU-Landesverbandes. In den Jahren 2004/2005 geriet er in die Schlagzeilen, da gegen ihn wegen Untreue ermittelt wurde; vorgeworfen wurde die unrechtmäßige Verwendung von Fraktionsgeld in Höhe mehrerer Zehntausend Euro unter seiner Verantwortung in den Jahren 2000 und 2001. Am 9. Dezember 2005 wurde er deswegen zu einer achtmonatigen Bewährungsstrafe wegen Untreue in vier und Beihilfe zum Betrug in einem Fall verurteilt.